# Acanthoctenus spinipes
Acanthoctenus spinipes là một loài nhện trong họ Ctenidae.
Loài này thuộc chi Acanthoctenus. Acanthoctenus spinipes được Eugen von Keyserling miêu tả năm 1877.